# Gigo Funakoshi
Gigo Funakoshi (船越義豪, Funakoshi Gigo, Funakoshi Yoshitaka in het Japans) (1906-1945) was de zoon van Gichin Funakoshi (船越 義珍), de grondlegger van het Shotokan karate. Gigo Funakoshi heeft veel bijgedragen aan de ontwikkeling van het Shotokan karate. Hij is er in grote mate verantwoordelijk voor hoe Shotokan karate er hedendaags eruitziet. Zijn manier van karate was meer aanvallender gericht dan die van zijn vader. Gigo Funakoshi werd in Japan bekend onder de Japanse naam Yoshitaka Funakoshi. 

## Vroege jaren
Gigo Funakoshi werd geboren in Okinawa als derde zoon van Gichin Funakoshi. Op 7-jarige leeftijd bleek dat hij aan tuberculose leed. Hij was als kind veel ziek en volgens doktoren zou hij niet ouder worden dan 20 jaar. Om zijn gezondheid te verbeteren begon hij op 12-jarige leeftijd met karate training. Door volharding in de training wist hij een hoge mate van technische bekwaamheid in het karate te bereiken. Over zijn karate training is verder weinig bekend. Waarschijnlijk werd hij door zijn vader getraind. Wel is zeker, dat hij les in kobudo heeft gehad van meester Chojo Oshiro.
Op 17-jarige leeftijd verhuisde Gigo van Okinawa naar Tokio, een jaar later nadat zijn vader zich daar gevestigd had en daar een karate school geopend had. Een van zijn vaders studenten Tatsuo Yamada vond een baan voor Gigo als timmerman. Maar al gauw ging Gigo naar school om een opleiding voor röntgen specialist te volgen. Na zijn studie was hij werkzaam als radiotelegrafist bij de afdeling Fysieke en Medische Consultatie van het Ministerie van Onderwijs.

## Karate-instructeur
Gigo vergezelde zijn vader vaak samen met sommige van zijn karateleerlingen tijdens hun reizen door Japan, waarbij ze vele demonstraties en lezingen gaven om het karate te promoten. In 1935 toen zijn vaders hoofdassistent Takeshi Shimoda stierf, nam Gigo zijn positie in en begon hij les te geven in karate op verschillende universiteiten. Zijn vader stopte zelf met lesgeven en liet de lessen over aan Gigo en zijn senior studenten. Door zijn studenten werd Gigo 'Waka sensei' genoemd, wat jonge meester betekent. Gigo was de hoofdinstructeur, maar hij werd terzijde gestaan door de senioren Shigeru Egami, Genshin Hironishi, Yoshiaki Hayashi en Wado Uemura.
Al snel begon Gigo met het aanbrengen van wijzigingen aan de Shotokan karatestijl van zijn vader. Hij maakte de karate standen lager en bedacht een nieuwe stand genaamd fudo dachi (gewortelde stand of onbeweegbare stand). Traptechnieken werden hoger uitgevoerd dan normaal en ook introduceerde hij nieuwe traptechnieken zoals mawashi geri, yoko geri kekomi, yoko geri keage, fumi komi, ura mawashi geri, ushiro ura mawashi geri en ushiro geri kekomi. Het gebruik van de heupen bij de uitvoering van een techniek werd door hem benadrukt. Andere technische aanpassingen waren het wegdraaien van het lichaam in een half leunende positie tijdens het afweren (hanmi), het duwen met de achterste voet tijdens de uitvoer van een aanvalstechniek. Ook legde Gigo veel nadruk op het gebruik van de oi zuki (voorwaartse stoot) en de gyaku zuki (tegengesteld voorwaartse stoot). In de kata's van Shotokan verving hij een aantal mae geri's (voorwaartse trap) door yoko geri's (zijwaartse trap). De shiko dachi stand verving hij door de kiba dachi stand en veel neko ashi dachi standen verving hij door de kokutsu dachi stand. Hij bedacht een nieuwe kata, die hij Ten no kata noemde. Verder heeft hij ook nog de kata's Ji no kata, Jin no kata en Shoto bedacht, maar deze zijn verloren gegaan. Van de Shotokan versie van de kata Sochin wordt gedacht dat Gigo hier grotendeels verantwoordelijk voor was. Niet duidelijk is echter hoe.
Door zijn technische inventiviteit werd hij door Shigeru Egami, een van de senior studenten, omschreven als een karate genie. De training sessies die hij gaf in zijn dojo waren vaak uitputtend. Gigo eiste van zijn studenten om twee keer zoveel energie als normaal in hun training voor het echte gevecht te stoppen. Gigo vond dat op deze manier zijn studenten beter voorbereid zouden zijn op een echte gevechtsconfrontatie. Gigo introduceerde ook het vrije sparren in het Shotokan karate. Iets waar zijn vader vaak tegen op was.
Tijdens de Tweede Wereldoorlog werd Gigo door het Japanse leger gevraagd om karatetraining te geven aan agenten van de geheime dienst. De trainingen zouden worden gegeven op de beruchte Nakanoschool, een trainingsschool voor militaire spionage. Hier was eerst Morihei Ueshiba, de grondlegger van het Akido, aangesteld als leraar. Maar omdat het aanleren van Ueshiba's technieken door de agenten uiteindelijk te veel tijd kostte, werd Ueshiba ontslagen en zocht het Japanse leger naar een alternatief. De keuze viel uiteindelijk op het Shotokan karate. Doordat Gigo's gezondheid door zijn ziekte verslechterd was, stelde hij Shigeru Egami als hoofdinstructeur op. Shigeru Egami gaf slechts een paar keer les en droeg op zijn beurt de lessen voornamelijk over aan zijn assistent Tadao Okuyama.

## Overlijden
Op het einde van de Tweede Wereldoorlog werd de gezondheid van Gigo slechter en hij moest op bed uitrusten. Uiteindelijk werd zijn ziekte hem fataal. Op 39-jarige leeftijd op 24 november 1945 stierf hij in Tokio, Japan. Rond dezelfde tijd werd penicilline als medicijn beschikbaar, wat Gigo's ziekte had kunnen genezen. De penicilline bereikte hem uiteindelijk wel, maar zijn ziekte was inmiddels zo ver gevorderd dat het niet meer hielp. Na Gigo's overlijden werden de karate lessen weer overgenomen door zijn vader.